# Cordillera Caribe

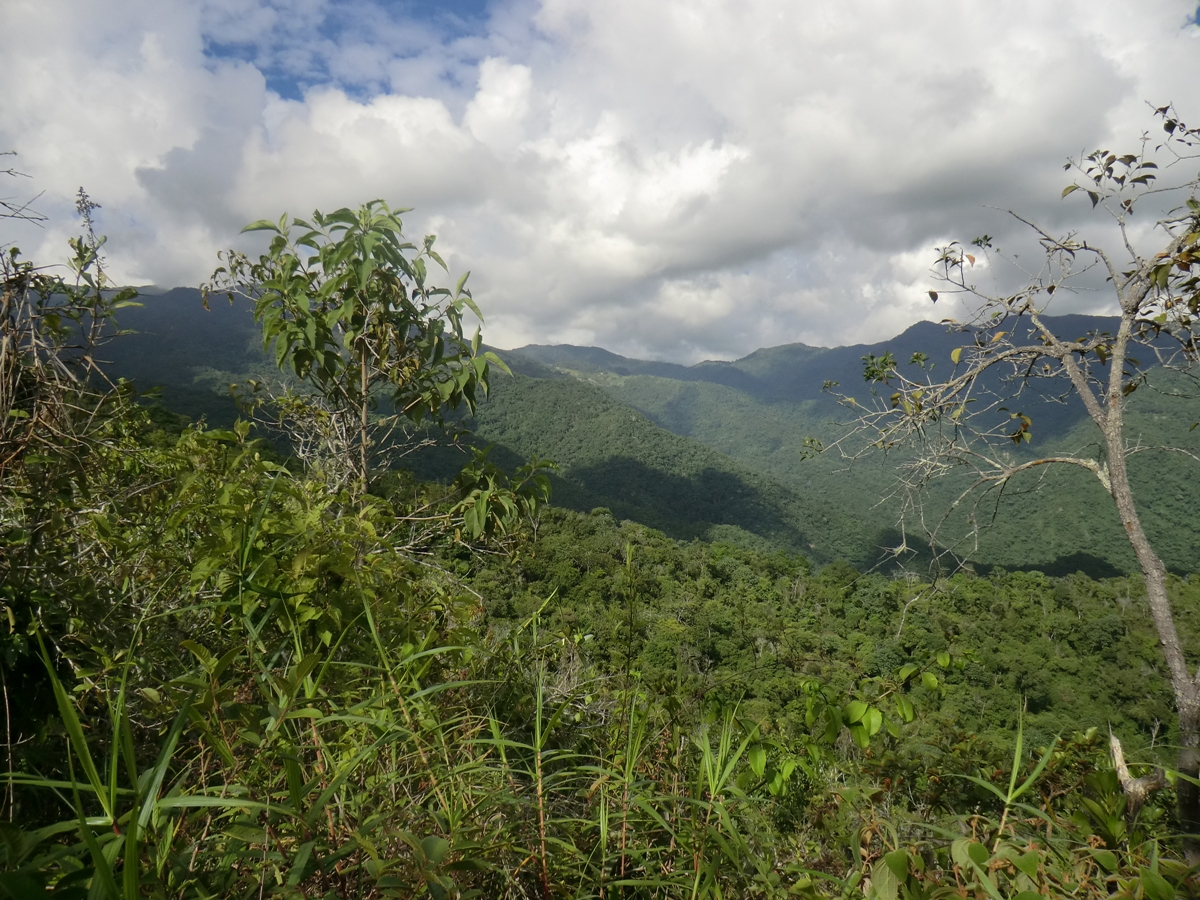
La cordillera de la Costa a su paso por el municipio Zamora del estado Miranda.

La cordillera Caribe es un sistema montañoso ubicado al norte de Venezuela y va de oeste a este. Antecede a los Andes. 
Posee dos formaciones importantes: la Cordillera de la Costa y la Serranía del Interior. Las principales ciudades de Venezuela, incluyendo Caracas, su capital, se encuentran en esta zona. El punto más alto de esta formación es el pico Naiguatá. Tiene una longitud de casi 800 kilómetros. Se extiende desde el estado Yaracuy hasta el estado Sucre. Aunque la Serranía del Interior termina en la depresión de Unare.

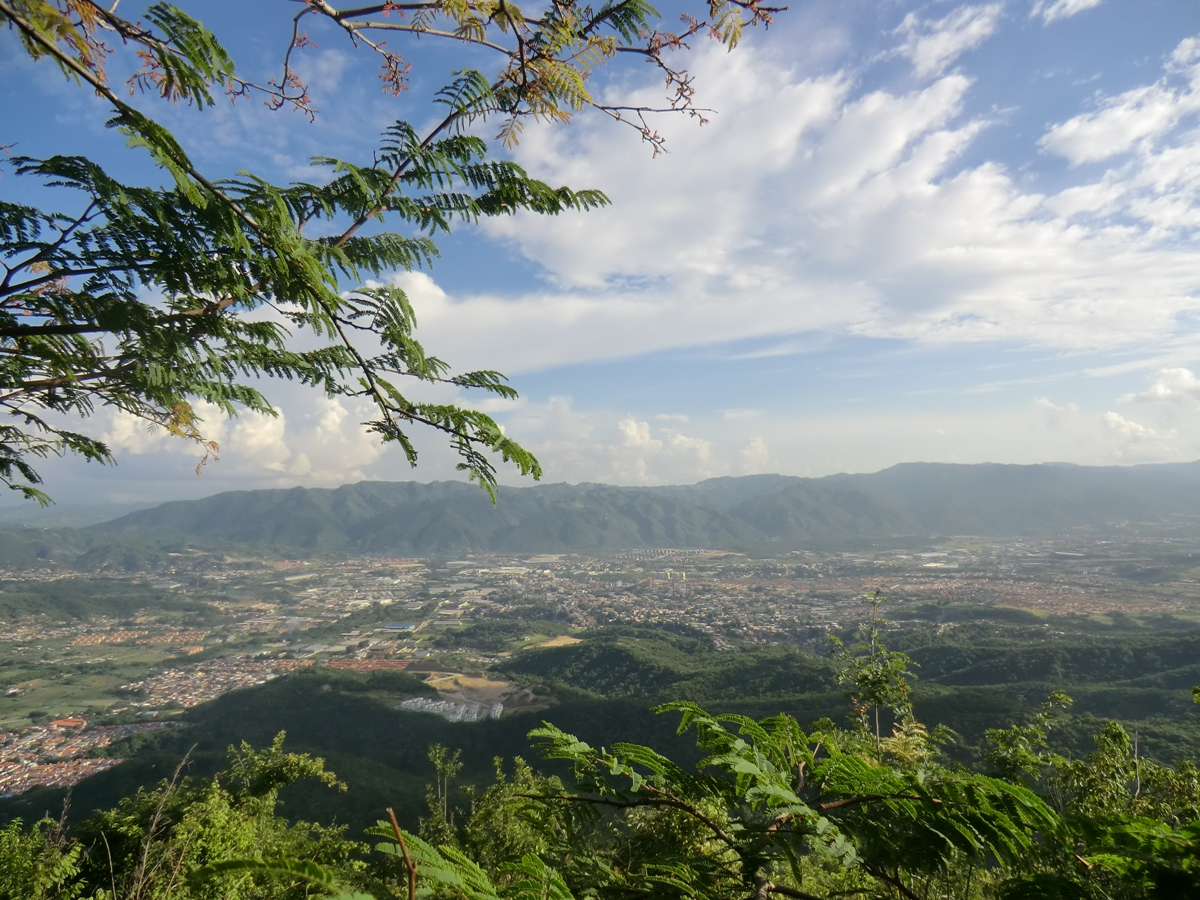
Serranía del Interior a su paso por Guatire.

- Datos: Q4215013